# Just Friends (альбом Мэриэн Макпартлэнд)
| Оценки критиков                   | Оценки критиков |
| Источник                          | Оценка          |
| --------------------------------- | --------------- |
| AllMusic                          | [ 1 ]           |
| The Encyclopedia of Popular Music | [ 2 ]           |
| The Penguin Guide to Jazz         | [ 3 ]           |

Just Friends — студийный альбом британо-американской джазовой пианистки Мэриэн Макпартлэнд, включающий дуэты с пианистами Томми Флэнаганом, Рене Роснес, Джорджем Ширингом, Джерри Аллен, Дейвом Брубеком и Джином Харрисом. Релиз состоялся в 1998 году на лейбле Concord Jazz.

## Список композиций
Piano Duet with Tommy Flanagan
1. «Jeepers Creepers» — 4:59
2. «I’ve Got a Crush on You» — 6:03

Piano Duet with Renee Rosnes
1. «Some Time Ago» — 5:26
2. «It’s You Or No One» — 5:15

Piano Duet with George Shearing
1. «Just Friends» — 4:19
2. «Twilight World» — 7:02

Piano Duet with Geri Allen
1. «Lullaby of the Leaves» — 5:49
2. «Chrysalis (An Improvisation)» — 4:27

Piano Duet with Dave Brubeck
1. «Gone with the Wind» — 10:16
2. «Marian McPartland» — 5:30

Piano Duet with Gene Harris
1. «There Will Never Be Another You» — 4:26
2. «Lady Be Good» — 5:30

Marian’s Solo (for Jimmy)
1. «When the Saints Go Marching In» — 3:16

## Участники записи
- Мэриэн Макпартлэнд — фортепиано
- Алан Варнер — звукорежиссёр (треки 1, 2)
- Джосайя Глюк — звукорежиссёр (треки 3-13)
- Глен Тарахов — ассистент звукорежиссёра (треки 1, 2, 7, 8)
- Джейсон Стандард — ассистент звукорежиссёра (треки 1, 2, 7, 8)
- Барбара Липке — ассистент звукорежиссёра (треки 3—6, 9—13)
- Джордж Хорн — мастеринг
- Фил Эдвардс — запись, сведение
- Глен Баррос — исполнительный продюсер
- Джон Берк — исполнительный продюсер, продюсер

Все данные взяты из примечаний к альбому.